# Vespa velox
Vespa velox är en getingart som beskrevs av Christ 1791. Vespa velox ingår i släktet bålgetingar, och familjen getingar. Inga underarter finns listade i Catalogue of Life.